# Шедлер, Альберт
Альберт Шедлер (нем. Albert Schädler; 24 декабря 1848, Вадуц — 17 июня 1922, Мюнхен) — лихтенштейнский политический деятель, председатель ландтага Лихтенштейна.
Медик.

## Биография
Родился в семье государственного врача Карла Шедлера (1804—1872), который в 1848 года возглавлял Конституционный комитет, через год представлял Лихтенштейн, как государство-члена Германского союза на Национальном собрании во Франкфурте-на-Майне.
Окончив гимназию, до 1867 года обучался в коллегиуме в Швице. После этого два семестра изучал теологию в духовной семинарии в Майнце, затем получил медицинское образование в университетах Вены, Цюриха и Гисена.
С 1872 года А. Шедлер стал заниматься медицинской практикой в Вадуце и Бад-Рагаце .
В 1882—1886 и 1890—1919 годах избирался депутатом ландтага (парламента) Лихтенштейна и занимал пост его спикера.
Альберт Шедлер — один из основателей в 1901 Исторического общества, которое он возглавлял до своей смерти в 1922 году.
Внёс значительный вклад в развитие общественно-культурной жизни Лихтенштейна.
В молодости Шедлер писал стихи, имел хороший слух и вокальные данные. Принимал участие в организации І-го Лихтенштейнского песенного праздника в 1879 году. На многих общественных мероприятиях выступал в роли ведущего.
В 1916 году был одним из инициаторов создания «благотворительного фонда практической подготовки молодых дочерей народа», и пожертвовал 40 000 крон на содержание школ.
Альберт Шедлер умер 17 июня 1922 в Мюнхене, а 22 июня был похоронен в Вадуце.